# Operació Punyalada
L'operació Punyalada (anglès: Operation Stab) va ser un operació d'engany naval liderada pels britànics durant la Segona Guerra Mundial per intentar distreure les unitats japoneses per a la propera campanya de Guadalcanal de les forces nord-americanes.

## L'operació
Després d'haver rebut una sol·licitud de l'almirall King per proporcionar una distracció per a l'operació Torre de Guaita, el vicealmirall Sir James Somerville va decidir una força d'invasió falsa, que havia de sortir cap a les illes Andaman en un esforç per atraure les forces japoneses cap a la zona. El mateix Somerville faria ombra amb 'Force A' format pel cuirassat HMS Warspite, els portaavions HMS Illustrious i HMS Formidable, els creuers lleugers HMS Birmingham, HMS Effingham, HMS Mauritius i HNLMS Jacob van Heemskerck i els destructors HMS Inconstant, HMAS Napier, HMAS Nizam, HMAS Norman i HNLMS Van Galen.
Les unitats van començar a reunir-se al llarg de la costa índia i a Ceilan del 21 al 25 de juliol, amb una data d'inici l'1 d'agost. La "Força A" va sortir a principis del dia 30 després que es arribessin informes d'avistament de creuers japonesos. Les tres flotes simulades van salpar l'1 d'agost des de Vizagapatam ('Força V'), Madràs ('Força M') i Trincomalee ('Força T'), aquesta última força contenia els vaixells cisterna RFA Appleleaf i Broomdale.
El vespre de la 1a 'Operació Spark' es va dur a terme, es tractava d'un missatge SOS en llenguatge senzill fals d'un dels vaixells que informava d'una col·lisió i no es podia moure. Aleshores, les forces de desviament van girar per tornar a port. Somerville es va quedar a prop durant unes hores, però com que no es van desenvolupar atacs ni moviments japonesos, i els seus vaixells pesats eren necessaris per a l'operació Stream Line Jane va decidir posar fi a l'operació i tornar al port.

## Conseqüències
Tot i que l'operació es va dur a terme amb èxit i sense pèrdues de combat, els japonesos no van mossegar l'esquer i no van desplegar unitats navals o aèries significatives, tot i que el portahidroavions Sagara Maru va ser enviat a les illes el dia 4 i una unitat de bombarders enviada per reforçar Sabang així que es podria dir que va ser un èxit menor.
Diversos avions japonesos van ser detectats, i un Mavis va ser abatut per un Martlet del Formidable per la pèrdua de dos Martlet i dos Fulmars a causa d'accidents i avaria del motor.